# Participación de Corea del Norte en la invasión rusa de Ucrania

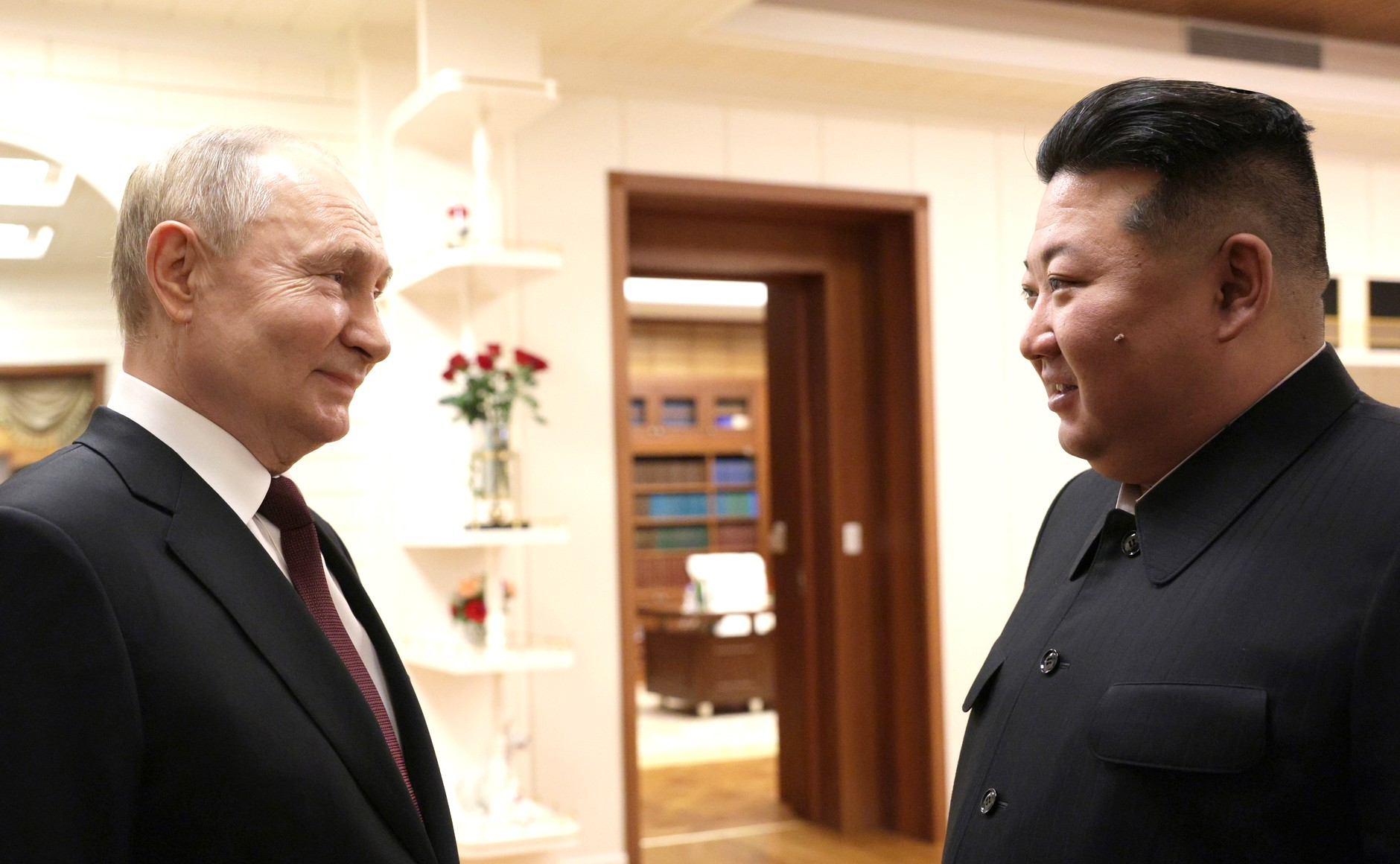
Vladímir Putin y Kim Jong-un en junio de 2024.

La participación de Corea del Norte en la invasión rusa de Ucrania se refiere al papel que desempeña Corea del Norte en la guerra entre Rusia y Ucrania. En 2022 al inicio de la invasión rusa de Ucrania, Corea del Norte fue uno de los cinco países que votaron en contra de una resolución de las Naciones Unidas que condenaba la invasión. El mismo año Corea del Norte se convirtió en el tercer país (el segundo es Siria) en reconocer la independencia de los estados separatistas de las Repúblicas Populares de Donetsk y Lugansk en el este de Ucrania. En respuesta al reconocimiento, Ucrania puso fin a sus relaciones diplomáticas con Corea del Norte.
En septiembre de 2023, Kim Jong-un visitó Rusia en su primer viaje al extranjero desde 2019 (también a Rusia). La reunión duró más de cuatro horas en el cosmódromo Vostochni y se describió como la base de cómo se están alineando los intereses de los dos países. Durante la reunión, Kim volvió a dar su apoyo a la «lucha sagrada» de Rusia contra Occidente, expresando su «...apoyo a todas las medidas tomadas por el gobierno ruso, y [aprovecha] nuevamente esta oportunidad para afirmar que [él] ] siempre estará con Rusia». Cuando se le preguntó si Rusia ayudaría a Corea del Norte a construir satélites, presumiblemente a cambio de municiones, Putin dijo «por eso [ellos] vinieron aquí».
En junio de 2024, el presidente ruso Vladímir Putin visitó Corea del Norte por primera vez desde 2000, llegó a Pionyang y se reunió con el líder norcoreano Kim Jong Un. Putin expresó su agradecimiento por el apoyo de Corea del Norte a las acciones militares de Rusia en Ucrania y enfatizó su oposición mutua a las ambiciones occidentales, «para obstaculizar el establecimiento de un orden mundial multipolar basado en la justicia, el respeto mutuo de la soberanía y la consideración de los intereses de cada uno». El líder norcoreano Kim Jong Un expresó «pleno apoyo» a la guerra de Rusia en Ucrania y prometió vínculos estratégicos más fuertes con Moscú. La visita generó preocupaciones sobre posibles acuerdos de armas en los que Corea del Norte podría suministrar municiones a Rusia a cambio de ayuda económica y tecnología para mejorar su capacidad nuclear. Putin también discutió el desarrollo de sistemas comerciales y de pago independientes del control occidental y la ampliación de la cooperación en turismo, cultura y educación. La visita incluyó a varios altos funcionarios rusos, y se firmaron una serie de acuerdos incluyendo un «Acuerdo Integral de Asociación Estratégica».
En el otoño de 2024, Corea del Norte envió personal militar a Rusia que, según fuentes surcoreanas y ucranianas. entró en combate con tropas de Ucrania en la región rusa de Kursk, con uniformes rusos y bajo mando ruso.

## Ruptura diplomática

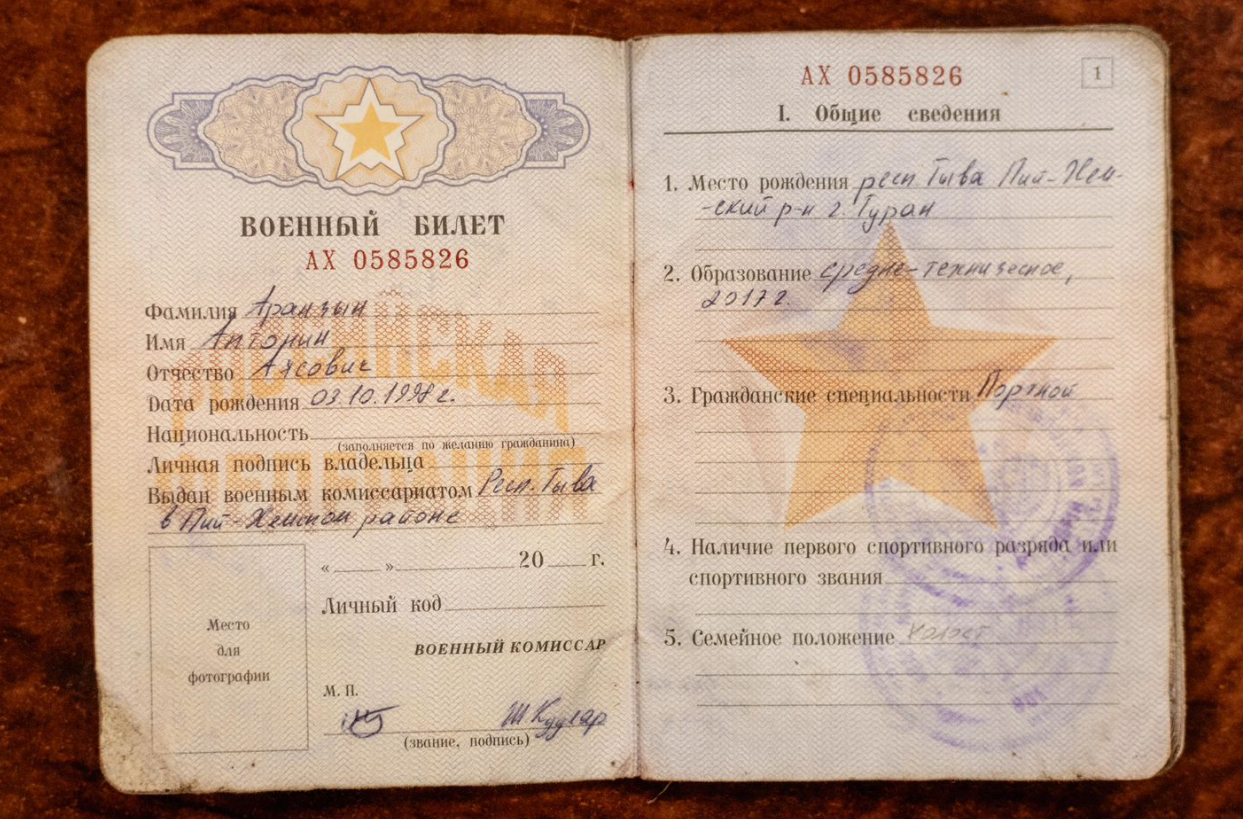
El 11 de enero de 2025, los ucranianos capturaron a dos soldados norcoreanos. Uno de los norcoreanos detenidos tenía una identificación militar rusa expedida a nombre de otra persona con registro en la República de Tuvá de la Federación de Rusia.

Corea del Norte se puso repetidamente del lado de Rusia durante el conflicto de Ucrania. Ya en 2017, el país reconoció oficialmente a Crimea como parte de Rusia, apoyando así la posición de Moscú a nivel internacional.
A medida que el conflicto se intensificó y Rusia comenzó la invasión de Ucrania, Corea del Norte aumentó su apoyo a Moscú. En julio de 2022, Corea del Norte reconoció la independencia de las autoproclamadas Repúblicas Populares de Donetsk y Luhansk, que cuentan con el apoyo de Rusia. Esta decisión provocó inmediatamente la ruptura de las relaciones diplomáticas entre Ucrania y Corea del Norte.
Ucrania condenó el reconocimiento de los territorios separatistas por parte de Corea del Norte como una grave violación del derecho internacional y un socavamiento de la integridad territorial del país. En un comunicado oficial, el Ministerio de Asuntos Exteriores de Ucrania afirmó que la decisión de Corea del Norte no tenía relevancia jurídica. Al mismo tiempo, se destacó que debido a las sanciones internacionales contra Corea del Norte, las relaciones políticas o económicas entre los dos países no son posibles.
Las relaciones entre Ucrania y Corea del Norte ya eran casi inexistentes antes de estos acontecimientos. Las sanciones internacionales contra Corea del Norte habían impedido cualquier forma de cooperación. Por tanto, la ruptura diplomática de 2022 marcó más bien un paso simbólico.

## Entregas de armas a Rusia en la guerra de Ucrania

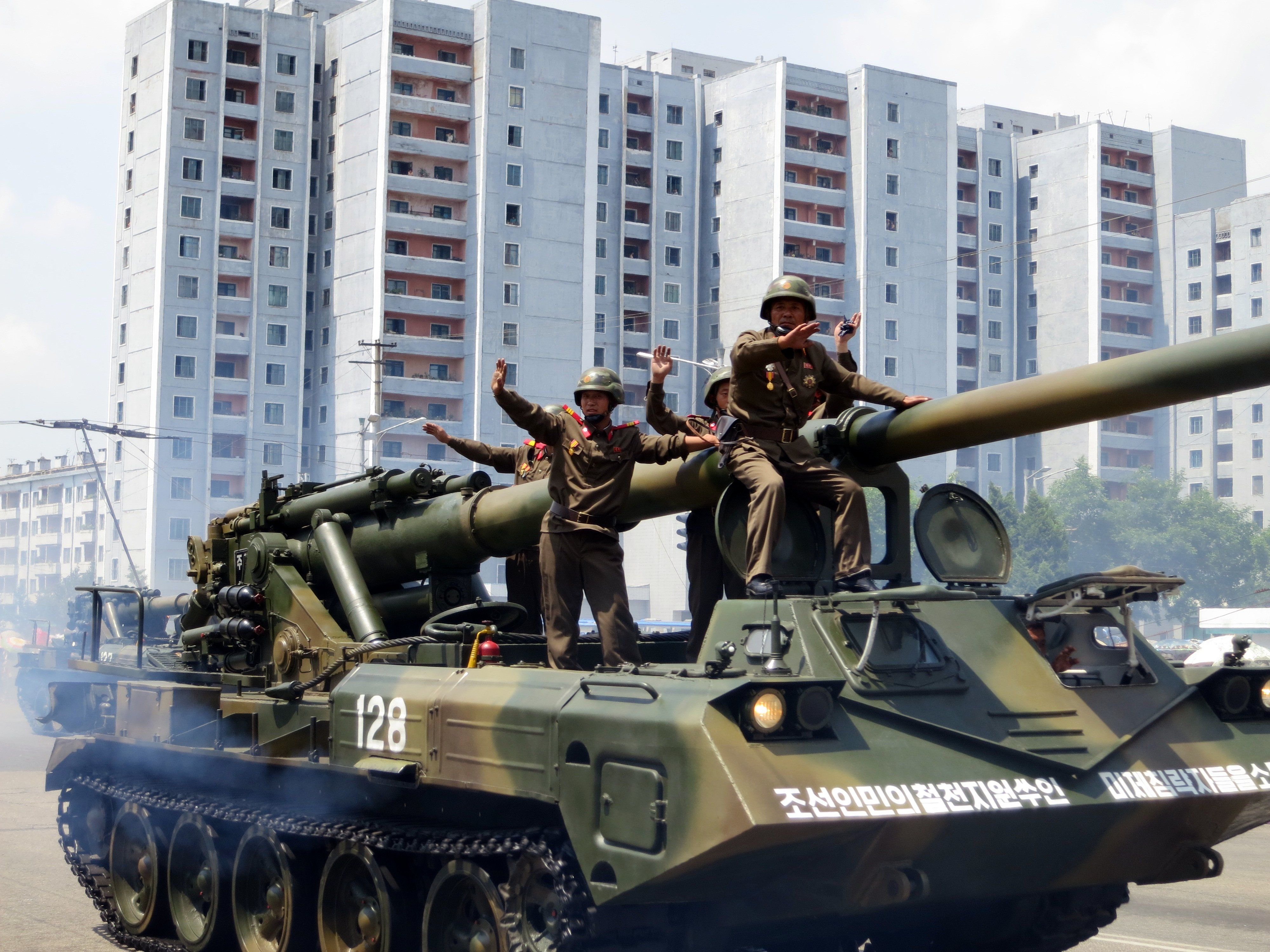
El obús Koksan M-1989 de Corea del Norte, un arma de artillería de largo alcance supuestamente entregada a Rusia para apoyar sus capacidades de artillería en el conflicto de Ucrania.

Durante la guerra ruso-ucraniana, Corea del Norte apoyó a Rusia con municiones de artillería basándose inicialmente en existencias antiguas. Estas entregas podrían tener un alto índice de fallos de hasta el 50 % de uso de municiones documentado por Ucrania. Al mismo tiempo, Corea del Norte tenía su industria de defensa funcionando a toda velocidad y se estimaba que era capaz de producir hasta dos millones de proyectiles de artillería al año, lo que suponía una importante contribución a la guerra de Rusia.
A mediados de noviembre de 2024, se entregaron a Rusia casi 50 piezas de artillería pesada autopropulsadas Koksan M-1989 y alrededor de 20 sistemas de misiles de corto alcance M-1991 de fabricación norcoreana para fortalecer las fuerzas armadas rusas en el conflicto con Ucrania.  El Koksan norcoreano podría complementar la artillería rusa y sustituir modelos más antiguos como el 2S7 Pion, que tenía capacidades operativas limitadas debido a problemas de producción. Con un alcance de 40 a 60 km, este sistema podría fortalecer las capacidades de contrabatería de Rusia y plantear una mayor amenaza para las ciudades fronterizas de Ucrania. Los expertos evaluaron el posible uso de tales sistemas de largo alcance como un intento de aumentar la potencia de fuego de las fuerzas armadas rusas y compensar las deficiencias existentes en la artillería. La aparición del Koksan norcoreano en las fuerzas rusas coincidió casi simultáneamente con informes de que Estados Unidos había permitido a Ucrania llevar a cabo ataques en territorio ruso utilizando misiles ATACMS.
Mykola Bielieskov, analista militar de la Organización Come Back Alive de Ucrania, dijo que Corea del Norte podría suministrar a Rusia granadas y obuses a medida que su estrategia militar ha evolucionado en los últimos 35 años. Corea del Norte había dependido anteriormente de artillería de tubos y aviones para crear un potencial «mar de fuego» que también podría llegar a Seúl, capital de Corea del Sur. A partir de 2024, Corea del Norte tendría una dotación completa de misiles balísticos, eliminando la necesidad de mantener una capacidad convencional de «Mar de Fuego».
El ex embajador surcoreano en Rusia, Wi Sun Lak, declaró en una entrevista con The Korea Herald que la participación de Corea del Norte en la guerra contra Ucrania fue beneficiosa para el lado ruso. Según Wi, el apoyo de Rusia ayuda a Corea del Norte a aliviar los problemas económicos, como la crisis financiera y alimentaria, ya que Moscú paga una compensación. Según los servicios de inteligencia surcoreanos, la venta de varios contenedores de proyectiles de artillería podría permitir a Corea del Norte adquirir cientos de miles de toneladas de arroz. Los funcionarios también informaron que Rusia podría estar ayudando a Corea del Norte a desarrollar tecnología espacial. Además, Corea del Norte planeaba ampliar la producción de drones militares, considerando a Rusia como posible patrocinador.
Andriy Kulchytskyi, jefe del laboratorio de investigación militar del Instituto de Investigación Forense de Kiev, explicó que todos los sistemas utilizados para controlar y volar los misiles norcoreanos utilizados por Rusia en Ucrania consistirían en componentes extranjeros. Toda la electrónica proviene de fabricantes externos, siendo el único elemento coreano el metal, que se oxidaría y corroería con relativa rapidez. Un informe publicado en 2024 por la organización de investigación británica Conflict Armament Research (CAR) mostró que el 75 % de los componentes de uno de los primeros misiles norcoreanos lanzados por Rusia en Ucrania procedían de empresas con sede en Estados Unidos. CAR identificó componentes en los misiles norcoreanos de más de 250 empresas, y la mayoría de los componentes electrónicos se vendieron a través de cinco distribuidores importantes en Estados Unidos y Canadá. Los expertos sugirieron que China actuó como un probable conducto para el suministro de estas piezas.
Según el asesor de seguridad nacional de Corea del Sur, Shin Won-sik, Rusia suministró misiles antiaéreos a Corea del Norte. Se dice que esta entrega se realizó a cambio del envío de soldados norcoreanos. Según se informa, Corea del Norte recibió misiles y otros equipos para reforzar su sistema de defensa aérea, que según dijo era débil. El asesor de seguridad también explicó que los misiles estaban destinados a asegurar el espacio aéreo sobre Pionyang la capital de Corea del Norte. También se dice que Corea del Norte recibió petróleo de Rusia a cambio de su apoyo militar en la guerra de Ucrania.

## Acuerdo de Asociación Estratégica
Corea del Norte tradicionalmente ha tenido en cuenta la postura de China en asuntos internacionales. En 2023, en las Naciones Unidas, un representante ruso bloqueó la prórroga del mandato de la comisión de expertos que supervisa el cumplimiento de las sanciones internacionales contra Corea del Norte. El mandato de este grupo se había renovado cada año desde 2010. En junio de 2023, el presidente ruso Vladímir Putin viajó a Pionyang, la capital de Corea del Norte donde se entrevistó con el líder supremo del país, Kim Jong-un.

Reunión de Kim Jong-un y Vladímir Putin en Pionyang (Corea del Norte) el 19 de junio de 2024

Como resultado de las negociaciones, se firmó un «Acuerdo de Asociación Estratégica Integral» entre los dos países, que incluía una cláusula de defensa mutua en caso de agresión. Según una declaración de Vladímir Putin, el documento no excluye el desarrollo de la cooperación técnico-militar con Corea del Norte y prevé la prestación de asistencia mutua en caso de agresión contra una de las partes. El nuevo acuerdo reemplaza al Tratado de Asistencia Mutua de 1961, el Tratado de Amistad y Buena Vecindad del 2000 y las declaraciones posteriores firmadas en 2000 y 2001.
Según informes de los medios norcoreanos, en caso de guerra, ambas partes deben utilizar todos los medios disponibles para proporcionar asistencia militar inmediata en caso de guerra contra una de las partes. El documento establece que las acciones de los países deben cumplir con las leyes tanto de Rusia como de Corea, así como con el Artículo 51 de la Carta de la ONU. Kim afirmó que el acuerdo elevaba las relaciones bilaterales al nivel de una alianza. Por su parte, el líder ruso dijo que el tratado es un «documento de avance real» que permitirá elevar la cooperación entre los dos países a un nuevo nivel. El acuerdo también prevé el desarrollo de vínculos económicos entre los dos países.

## Envío de soldados norcoreanos a Rusia

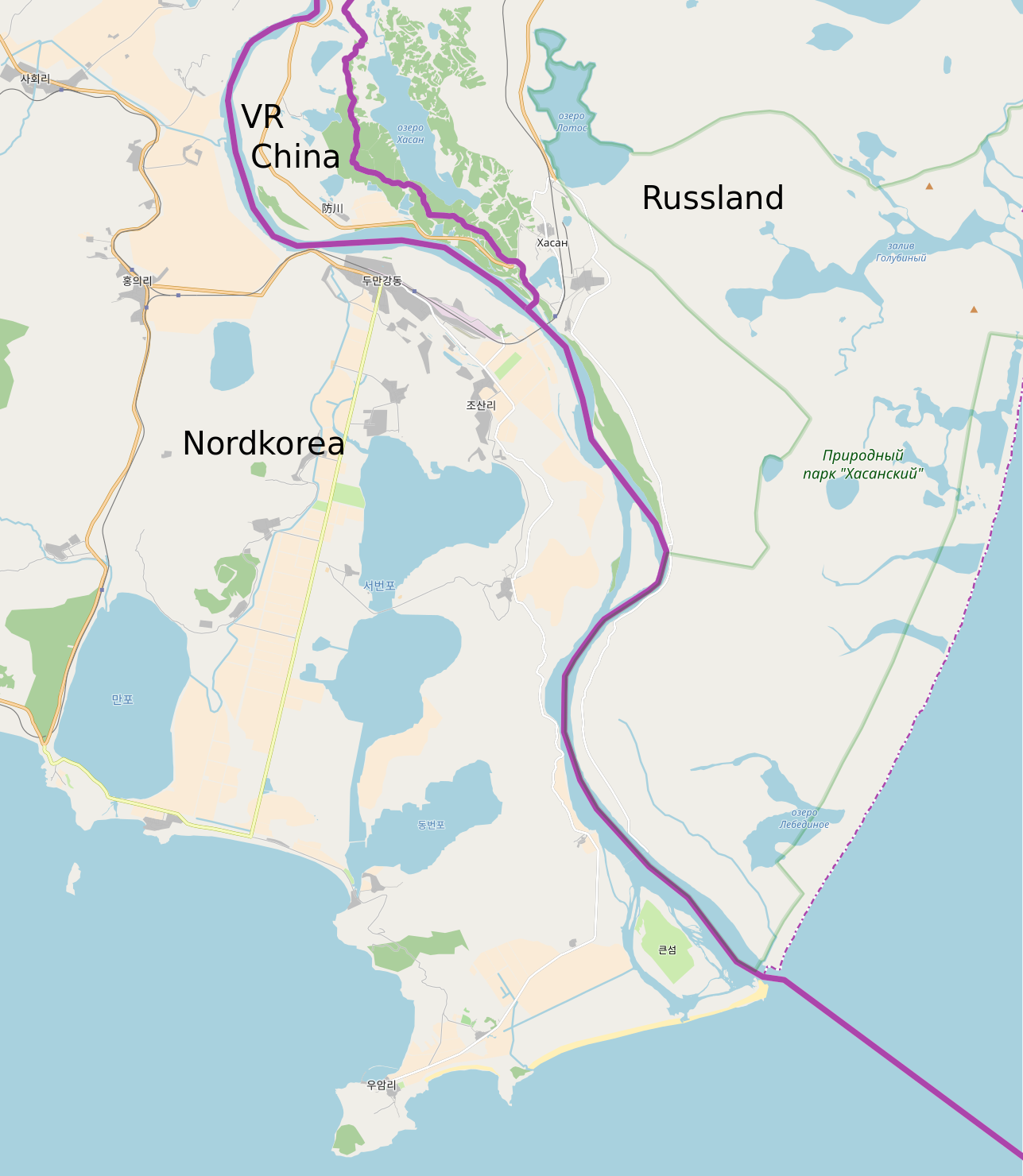
Proximidad geográfica: la frontera compartida entre Rusia y Corea del Norte facilita potencialmente las operaciones logísticas y el despliegue de tropas.

En octubre de 2024, múltiples fuentes informaron que se estaban entrenando soldados norcoreanos en el este de Rusia. Estos informes se basaron en información del Servicio Nacional de Inteligencia de Corea del Sur, que afirmó que alrededor de 1 500 soldados habían sido enviados a un entrenamiento militar que podría estar destinado a ser utilizado en Ucrania. Los soldados fueron transportados primero en barcos rusos a Vladivostok, donde les dieron uniformes rusos e identidades falsas para ocultar sus verdaderos orígenes. Se dice que Corea del Norte ha decidido enviar unos 12 000 soldados, incluidas fuerzas especiales, para apoyar a Rusia en el conflicto de Ucrania, entre ellos unos 500 oficiales y tres generales. Los soldados de Corea del Norte recibieron su entrenamiento, entre otros lugares, en las áreas de entrenamiento militar rusas en Ussuriisk, Ulán-Udé y Knyase-Volkonskoye.
La OTAN confirmó el 23 de octubre de 2024 que tiene pruebas del envío de soldados norcoreanos a Rusia. Según el servicio de inteligencia militar ucraniano HUR, los primeros soldados norcoreanos llegaron a la región rusa de Kursk el 25 de octubre de 2024. Anteriormente habían sido entrenados en varios lugares del este de Rusia. La coordinación y formación, que durará varias semanas, estará a cargo del viceministro de Defensa ruso, Yunús-bek Yevkúrov. Rusia proporciona a los soldados municiones, así como ropa de invierno y productos de higiene. También se dice que los empleados de la embajada de Corea del Norte fueron llevados a una zona de entrenamiento. Por ello, asumieron tareas de traducción y vigilaron a los soldados durante los ejercicios. Se informó que los soldados formaban parte de una unidad de élite. Fueron trasladados desde Vladivostok a un aeródromo militar en el oeste de Rusia en un avión de transporte Ilyushin Il-76 y luego transportados a la zona de combate. Estaban alojados en cuarteles a unos 50 kilómetros de la frontera con Ucrania. Se informó que estas tropas eran en su mayoría soldados jóvenes que mostraban signos de desnutrición y probablemente tenían poca o ninguna experiencia en combate. Al parecer, se consideró que las tropas norcoreanas carecían de experiencia y estaban mal entrenadas. El comandante del centro de inteligencia del Ministerio de Defensa de Estonia, Ants Kiviselg, afirmó que los soldados norcoreanos suelen ser entrenados para luchar en terrenos montañosos y no tienen experiencia en operaciones en Ucrania. Señaló que no están familiarizados con las condiciones climáticas y geográficas del terreno. También afirmó que la calidad de su entrenamiento en Rusia no es alta. Kateryna Stepanenko, analista del Instituto para el Estudio de la Guerra (ISW), señaló que el término «élite» para las tropas norcoreanas puede ser sólo nominal. A pesar de estas valoraciones, hubo voces que advirtieron contra la subestimación de los soldados norcoreanos.
Ucrania informó al Consejo de Seguridad de la ONU que Rusia tiene la intención de integrar al menos cinco brigadas norcoreanas, cada una con entre 2 000 y 3 000 soldados, en sus fuerzas armadas. Según informes del Departamento de Defensa de Estados Unidos, a finales de octubre de 2024 unos 10 000 soldados norcoreanos habían llegado a la disputada región fronteriza de Kursk. Entre las unidades norcoreanas se encuentra el coronel general Kim Yong-bok, comandante de las fuerzas especiales norcoreanas y confidente cercano de Kim Jong-un.
Después de que aparecieron los primeros borradores de un manual sobre comunicación y cómo alentar a los soldados norcoreanos a entregar sus armas, estuvo disponible una versión revisada y coordinada, que se distribuyó en forma impresa a las unidades militares ucranianas para apoyar sus operaciones en la frontera con la región rusa de Kursk.
En una reunión con el ministro de Relaciones Exteriores ruso, Serguéi Lavrov, en Moscú el 1 de noviembre de 2024, la Ministra de Relaciones Exteriores de Corea del Norte, Choe Son-hui, anunció que su país continuaría brindando apoyo militar a Rusia hasta el día de la victoria final sobre Ucrania. En este contexto, Lavrov destacó la estrecha cooperación entre los cuerpos militares y de seguridad de ambos países. Según Choe Son-hui, el líder de Corea del Norte, Kim Jong-un, ordenó al inicio del conflicto apoyar incondicionalmente a las fuerzas armadas rusas y a su pueblo en una «guerra santa». En el contexto del despliegue de soldados norcoreanos para apoyar a Rusia en el conflicto de Ucrania, Choe Son-hui se reunió posteriormente con el presidente ruso Vladímir Putin en Moscú el 4 de noviembre. El 6 de noviembre, el Consejo de la Federación Rusa aprobó un acuerdo de defensa con Corea del Norte. El acuerdo estipula que ambos países se prometen apoyo militar en caso de ataque.
El presidente ucraniano Volodímir Zelenski dijo que Corea del Norte había apoyado previamente a Rusia en la guerra contra Ucrania. Se refirió a informes de agencias de inteligencia estadounidenses que muestran entregas de 3 millones de proyectiles de artillería y misiles desde Corea del Norte a Rusia. Zelenski explicó además que el presidente ruso Vladímir Putin está evitando una movilización a gran escala en Rusia porque podría poner en peligro su apoyo político interno. En cambio, dijo Zelenski, Putin ve a Corea del Norte como una alternativa estratégica. Los dirigentes norcoreanos, a su vez, ven esto como una oportunidad para dar a sus soldados experiencia de combate en la guerra moderna. También afirmó que Rusia tiene la intención de utilizar mano de obra norcoreana para abordar la escasez de mano de obra no sólo en la construcción sino también en las fábricas militares. La inteligencia surcoreana afirmó que los soldados norcoreanos recibirían un salario mensual de unos 2 000 dólares por su servicio en Rusia. El exteniente norcoreano Ahn Chang-il dijo: «Los soldados norcoreanos enviados a Rusia ven esto como una oportunidad para el avance social y la mejora financiera».
El ejército ucraniano se muestra escéptico sobre las capacidades militares de las unidades norcoreanas en la región de Kursk. El general de brigada Ihor Skybyuk, comandante de las Fuerzas Aerotransportadas de Ucrania, afirmó que la eficacia de combate de estas tropas es dudosa debido a las condiciones especiales de Corea del Norte. Esta evaluación se basa en el supuesto de que las unidades no tendrán una influencia significativa en la guerra.
Según informes, expertos técnicos norcoreanos estaban estacionados en Mariúpol, ocupada por Rusia. Aunque no se reveló su misión exacta, su supuesta presencia sugería un posible apoyo técnico o logístico. Según el Instituto para el Estudio de la Guerra (ISW), oficiales militares ucranianos rechazaron las afirmaciones de que «asesores técnicos» norcoreanos estuvieran desplegados en esa zona. Esta referencia a una forma especializada de cooperación entre Corea del Norte y Rusia complementó los informes ya conocidos sobre el envío de soldados norcoreanos y suministros de armas para apoyar al ejército ruso en la guerra de Ucrania. En el este de Ucrania, también se informó que se detectó la presencia de tropas norcoreanas en el óblast de Járkov cerca de la frontera con Rusia. Más información de fuentes militares indicó que las tropas norcoreanas habían estado activas en pequeñas unidades de formación a lo largo de la línea del frente, preparándose para próximas operaciones militares.

### Operación en Kursk: camuflaje en el ejército ruso

Zona de combate en la región rusa de Kursk donde los soldados norcoreanos participaron en batallas con tropas ucranianas.

Según un informe de The New York Times del 5 de noviembre de 2024, acontecieron enfrentamientos entre tropas ucranianas y norcoreanas por primera vez en la región rusa de Kursk. El presidente ucraniano, Volodímir Zelenski, consideró significativo este acontecimiento y habló de una nueva dimensión de inestabilidad global. Sin embargo, se dice que los combates tuvieron lugar a escala limitada.
El ministro de Defensa ucraniano, Rustem Umiérov, afirmó en una entrevista con la cadena de televisión surcoreana KBS que por primera vez se habían producido combates con combatientes norcoreanos. Sin embargo, fue difícil identificarlos porque no sólo vestían uniformes rusos, sino que también se disfrazaban deliberadamente como miembros de la etnia buriatia. Este doble camuflaje, tanto a través de los uniformes rusos como del disfraz cultural, hace que sea mucho más difícil determinar sus verdaderos orígenes. Además, los soldados están totalmente integrados en el ejército ruso y operan bajo mando ruso, lo que hace aún más difícil determinar su identidad real. Esto crearía un desafío importante para las tropas ucranianas y la comunidad internacional a la hora de determinar claramente la afiliación de estos combatientes.
Según Oleksandr Musienko, director del Centro Ucraniano de Investigaciones Militares y Jurídicas, el aumento de las fuerzas enemigas se percibe desde una perspectiva militar como un fortalecimiento del contingente enemigo, independientemente del origen étnico o nacional de las tropas. Musienko enfatizó que desde una perspectiva puramente militar es irrelevante si las tropas son de Corea del Norte, Buriatia, Tuvá o Daguestán; lo único que importa es el aumento de las fuerzas enemigas.
Según el Departamento de Estado de Estados Unidos, los soldados norcoreanos estuvieron involucrados en un momento en operaciones de combate cerca de la frontera con Ucrania, apoyando a las fuerzas rusas. El portavoz adjunto del Ministerio de Asuntos Exteriores, Vedant Patel, dijo el 12 de noviembre que la mayoría de los más de 10 000 soldados norcoreanos enviados al este de Rusia habían sido reubicados en la región fronteriza rusa de Kursk.
El secretario de Defensa de Estados Unidos, Lloyd Austin, dijo que los soldados norcoreanos habían sido integrados en unidades rusas y entrenados para operaciones militares. Sin embargo, no hay informes sustanciales que confirmen que estos soldados participaron activamente en los combates. The New York Times había informado anteriormente sobre lo que se suponía sería el primer contacto limitado entre soldados ucranianos y norcoreanos. Según la portavoz adjunta del Departamento de Defensa de Estados Unidos, Sabrina Singh, no se ha informado de ninguna evidencia de la presencia de soldados norcoreanos en Ucrania. Sin embargo, se confirmó que las tropas norcoreanas estaban estacionadas en la región rusa de Kursk, que limita con Ucrania. Además, se documentaron movimientos de tropas con soldados norcoreanos dentro de esta región, lo que indicaba una cooperación militar entre Rusia y Corea del Norte, pero sin una participación directa en la guerra en Ucrania.

## Implicaciones y reacciones geopolíticas

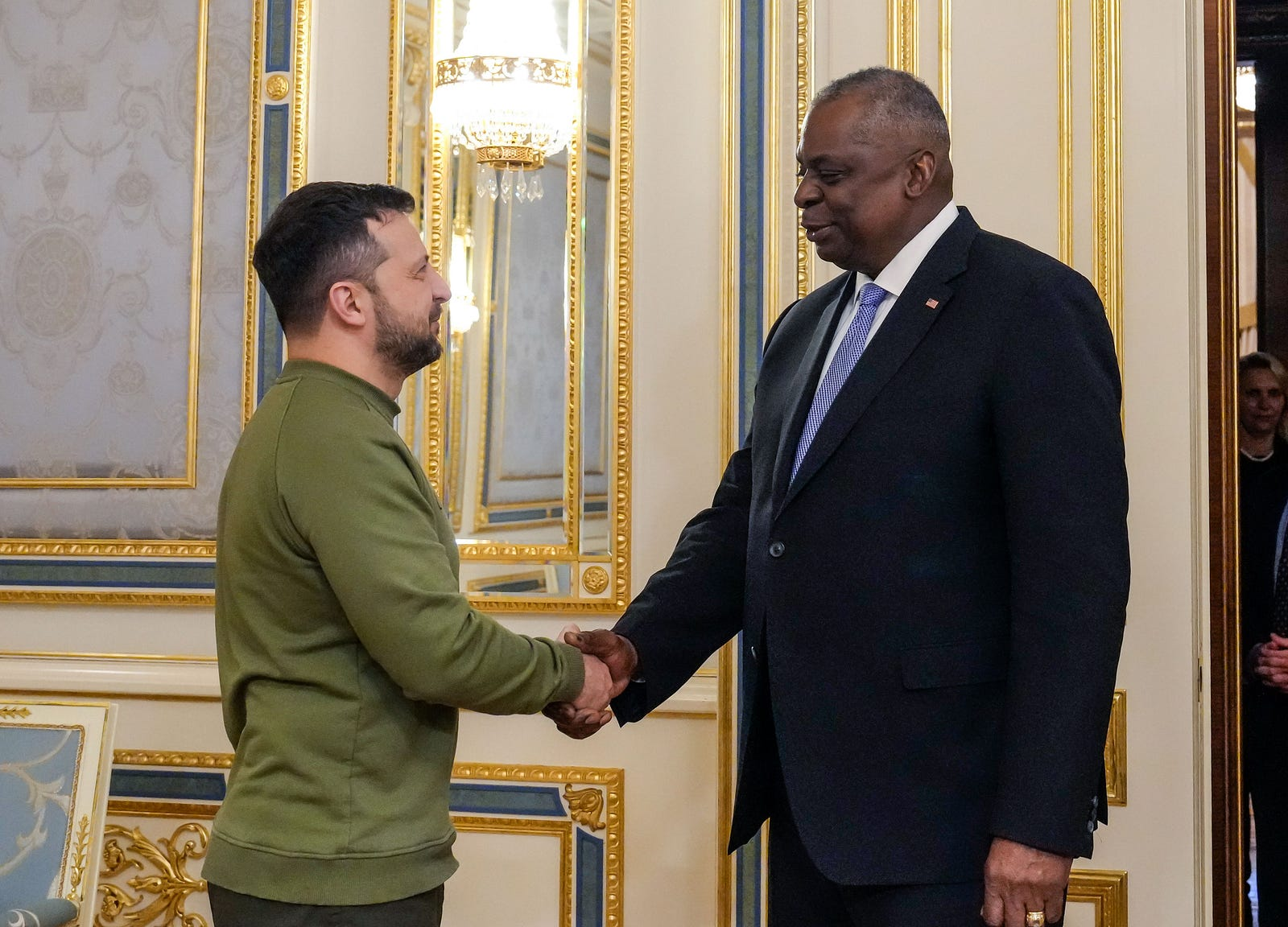
El presidente ucraniano, Volodímir Zelenski (izquierda), y el secretario de Defensa estadounidense, Lloyd Austin (derecha), condenaron la cooperación militar entre Corea del Norte y Rusia y advirtieron sobre las consecuencias geopolíticas de este desarrollo.

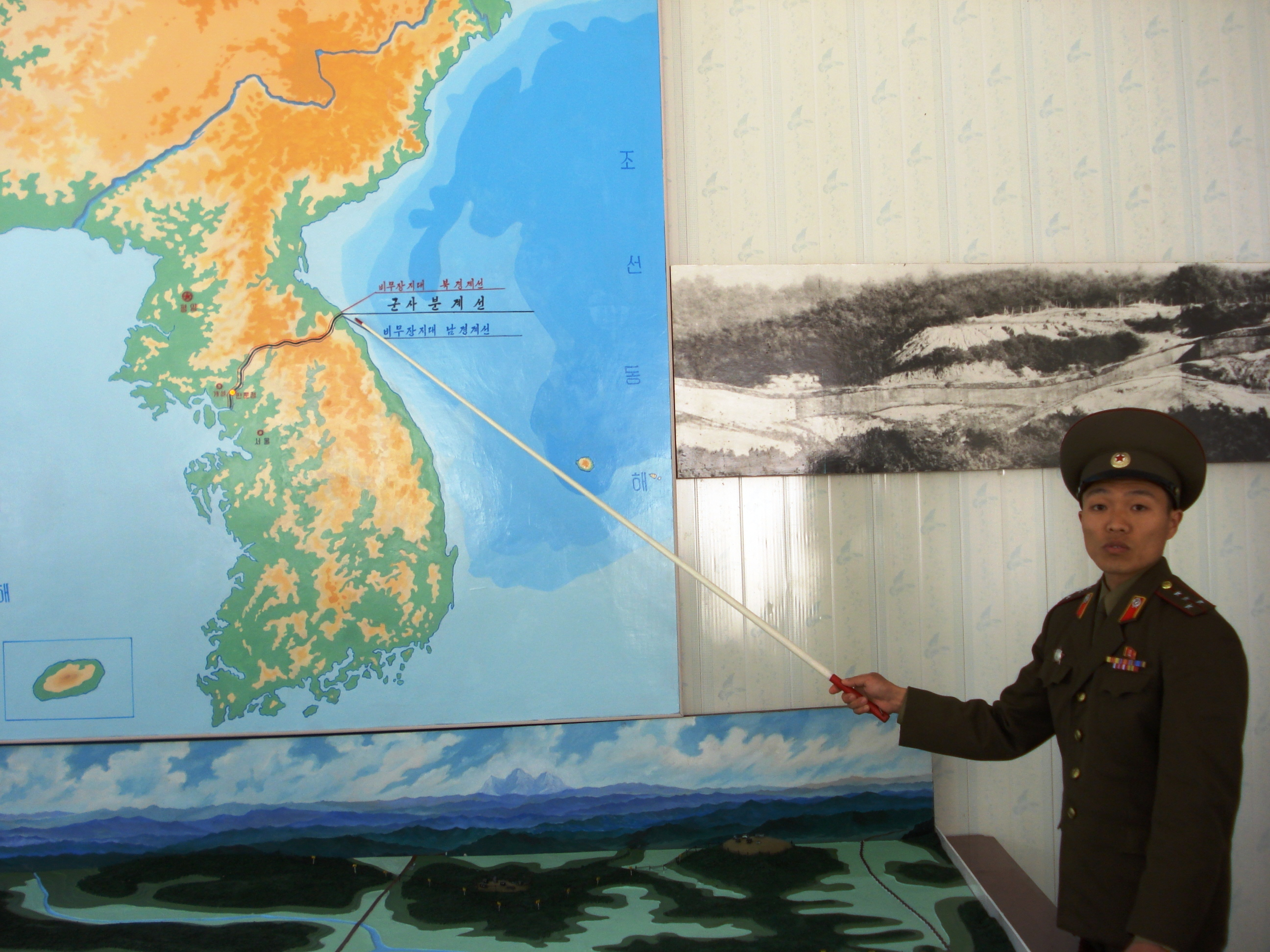
El mapa de la imagen muestra la línea de demarcación entre Corea del Norte y Corea del Sur, que ha servido como frontera entre los dos estados desde la guerra de Corea. Esta separación geopolítica también se refleja en la cooperación militar entre Corea del Norte y Rusia en el conflicto de Ucrania.

El presidente ucraniano, Volodímir Zelenski, dijo que Corea del Norte en realidad quería enviar soldados a Ucrania para luchar junto al ejército ruso. Criticó la falta de medidas decisivas por parte de los aliados occidentales como motivación para que el presidente ruso Vladímir Putin continúe con sus acciones «terroristas» en el conflicto de Ucrania. Rusia desestimó las acusaciones sobre los soldados norcoreanos como «noticias falsas». El embajador norcoreano ante la ONU, Kim Song, también negó los informes sobre el envío de tropas norcoreanas para apoyar a Rusia en el conflicto de Ucrania. Putin respondió posteriormente a preguntas sobre imágenes de satélite que sugerían la presencia de soldados norcoreanos en territorio ruso en una conferencia de prensa el 24 de octubre de 2024, tras la cumbre de los BRICS en Kazán. Calificó las imágenes como un asunto serio y enfatizó que tales imágenes, si existen, tienen un cierto significado. Además, afirmó que la escalada de la situación en Ucrania no se debió a las acciones de Rusia, sino al «golpe de estado» de 2014 (Euromaidán) apoyado por Estados Unidos. A medida que las relaciones entre Rusia y Corea del Norte se estrecharon, los gestos diplomáticos, como la entrega de animales exóticos de Rusia al zoológico de Pionyang, fueron vistos como una expresión de cooperación bilateral. Estas donaciones subrayaron el nivel simbólico de cooperación, mientras que Corea del Norte apoyó a Rusia militar y logísticamente.
Varios actores internacionales han evaluado el despliegue de soldados norcoreanos como una amenaza significativa a la seguridad regional y global. El secretario de Defensa estadounidense, Lloyd Austin, expresó su preocupación por las posibles consecuencias de este despliegue y habló de una «grave escalada» en el conflicto de Ucrania. El secretario general de la OTAN, Mark Rutte, advirtió sobre los riesgos geopolíticos que podrían surgir de una mayor cooperación militar entre Corea del Norte y Rusia, señalando que podría desestabilizar aún más la dinámica de la guerra. El 28 de octubre de 2024 habló de una «escalada significativa» en el conflicto de Ucrania debido al estacionamiento de tropas norcoreanas en la región de Kursk. La cooperación entre Rusia y Corea del Norte pone en peligro la seguridad tanto en la región del Indo-Pacífico como en la Euroatlántica y exacerba aún más la dinámica de la guerra. El representante ucraniano en la ONU, Serhiy Kyzlytsia, advirtió en el Consejo de Seguridad que la implicación de tropas norcoreanas en la guerra de Rusia contra Ucrania supone una grave amenaza para Europa y la península de Corea. La cooperación entre Corea del Norte y Rusia había despertado preocupación en Corea del Sur, temiendo que pudiera fomentar la transferencia de tecnologías rusas a Corea del Norte. Esta transferencia de tecnología podría fortalecer aún más el arsenal militar de Corea del Norte y ampliar sus capacidades en tecnología armamentística avanzada. A pesar de las sanciones internacionales y el aislamiento geopolítico de Corea del Norte, el país continuó su cooperación estratégica con Rusia, particularmente en el contexto de la invasión rusa de Ucrania. Esta asociación estuvo respaldada no sólo por el apoyo militar sino también por vínculos económicos. China, en particular, jugó un papel central en esta dinámica, actuando como el principal socio comercial para mantener el comercio norcoreano a pesar de las sanciones. A través de canales chinos, productos norcoreanos, como bienes de consumo, incluidas pestañas postizas, llegaron a los mercados internacionales. Estos flujos comerciales reflejaron las tensiones geopolíticas en la región, ya que China continuó ocupando una posición clave para aliviar el aislamiento económico de Corea del Norte, ayudando así indirectamente a fortalecer la alianza ruso-coreana. El subsecretario de Estado estadounidense, Kurt Campbell, dijo que China estaba cada vez más insatisfecha con las relaciones entre Corea del Norte y Rusia. En particular, China percibió como preocupante la intensificación de la cooperación entre Pionyang y Moscú. El almirante Samuel Paparo, comandante del Comando del Indo-Pacífico de Estados Unidos, describió la relación entre Rusia, China y Corea del Norte como una «simbiosis transaccional» caracterizada por la interdependencia y el beneficio mutuo.
El secretario general de la ONU, António Guterres, advirtió sobre una posible internacionalización de la guerra. Durante su viaje al extranjero a Kiev el 4 de noviembre de 2024, la ministra de Asuntos Exteriores alemana, Annalena Baerbock, enfatizó que la ayuda armamentística de Corea del Norte a Rusia estaba agravando significativamente la situación, mientras que el presidente Putin seguía confiando en una guerra de desgaste para desmoralizar a la población. Estados Unidos anunció que respondería con medidas decisivas al supuesto apoyo militar de Corea del Norte a Rusia en el conflicto de Ucrania. El secretario de Estado estadounidense, Antony Blinken, dijo que Corea del Norte podría esperar una «respuesta dura» por la participación de sus tropas en los combates. Lo afirmó durante una aparición conjunta con el Secretario General de la OTAN en Bruselas.
En la cumbre del G20 celebrada en Brasil el 18 de noviembre de 2024, el canciller Olaf Scholz enfatizó que el estacionamiento de soldados norcoreanos en Rusia y su uso en la guerra contra Ucrania era inaceptable. Describió esto como un hecho preocupante, especialmente teniendo en cuenta que Rusia había apoyado duras sanciones contra Corea del Norte hace apenas unos años. Scholz criticó el hecho de que Rusia, en su difícil situación como resultado de la guerra de agresión autoinfligida, estuviera utilizando ahora a Corea del Norte como socio para fines militares. Esto representa una escalada que requiere una respuesta clara e inequívoca.
En el Parlamento de la UE, el ministro europeo de Hungría János Bóka, criticó duramente la participación de Corea del Norte en la guerra de Rusia contra Ucrania. Describió el envío de soldados y armas como una escalada y una violación del derecho internacional y de una resolución del Consejo de Seguridad de la ONU. Esta crítica inesperada fue notable porque el primer ministro de Hungría, Viktor Orbán, tiene estrechos vínculos con Rusia. Sin embargo, Hungría, que en ese momento ocupaba la presidencia del Consejo de la UE, no podía ignorar la internacionalización del conflicto.
Según se informa, el presidente estadounidense Joe Biden cambió su decisión después de que se supo que Rusia había estacionado tropas norcoreanas en la región de Kursk, fronteriza con Ucrania. Según The New York Times, Biden aprobó por primera vez el uso de misiles ATACMS en territorio ruso. Este paso tenía como objetivo principal apoyar a las fuerzas armadas ucranianas en el rechazo de una posible contraofensiva de las tropas rusas y posiblemente norcoreanas contra la cabeza de puente ucraniana en la región de Kursk. Además, la posición de Kiev debería reforzarse antes de posibles negociaciones.
El 19 de noviembre de 2024, el presidente ucraniano Volodímir Zelenski advirtió que Corea del Norte podría potencialmente apoyar la guerra de agresión de Rusia contra Ucrania con soldados adicionales. En una sesión especial virtual del Parlamento Europeo para conmemorar el milésimo aniversario de la guerra, Zelenski dijo que Rusia ya había estacionado 11 000 soldados norcoreanos en la frontera con Ucrania. Temía que el número pudiera aumentar hasta 100 000. Zelenski enfatizó que el presidente Putin no pondría fin a la guerra voluntariamente y que la comunidad internacional debe empujarlo hacia una «paz justa».

## Clasificación legal del apoyo de Corea del Norte
Según la evaluación de Simon Gauseweg (abogado especializado en derecho internacional, derecho europeo y derecho constitucional extranjero), a partir de octubre de 2024 es cuestionable si el apoyo de Corea del Norte a Rusia es una participación directa en una guerra o un conflicto o si Corea del Norte es un país beligerante en la guerra ruso-ucraniana.
El despliegue de tropas norcoreanas para apoyar a Rusia en la guerra ruso-ucraniana podría evaluarse como un elemento estratégico dentro de una agenda geopolítica más amplia. Este movimiento se produce en territorio ruso reconocido por la comunidad internacional (Ofensiva de Kursk 2024) y tiene como objetivo ampliar las capacidades militares de Rusia mediante la integración de actores externos como Corea del Norte. Desde la perspectiva rusa, esta cooperación podría interpretarse como parte de una estrategia destinada a recuperar el control sobre áreas consideradas parte del territorio ruso. En este contexto, el gobierno de Moscú podría presentar el apoyo de Corea del Norte como una contribución legítima de un socio estratégico al restablecimiento de la soberanía territorial. La participación de Corea del Norte no sólo tiene implicaciones militares prácticas, sino que también simboliza el fortalecimiento de las relaciones bilaterales basadas en intereses comunes. Al mismo tiempo, destaca la creciente dependencia de Rusia de los aliados internacionales para lograr sus objetivos geopolíticos y destaca la dimensión global del conflicto.